# Astragalus sempervirens
Astragale toujours vert
Espèce
Classification APG II (2003)
Astragalus sempervirens, l'Astragale toujours vert ou Astragale aristé, est une espèce de plantes à fleurs de la famille des Fabaceae (légumineuses) du genre Astragalus. C'est une plante herbacée originaire d'Europe.

## Description

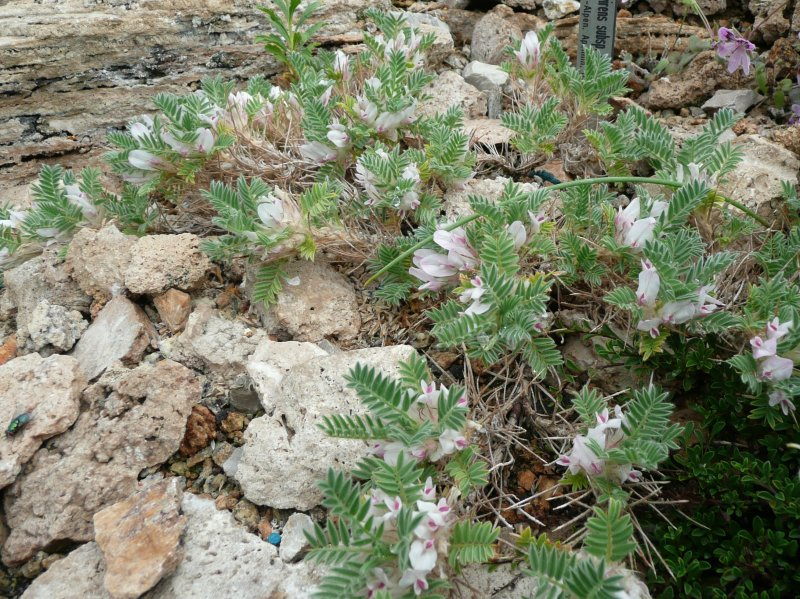
Présence d'épines acérées.

C'est une plante herbacée vivace haute de 10 à 40 cm très épineuse par suite de la chute des folioles du rachis des feuilles composées-pennées. Les fleurs sont blanchâtres à lilas pâle longues de 10 à 15 mm à grand étendard dressé.

## Distribution
C'est une plante poussant dans les montagnes du sud de l'Europe. En France, on la trouve dans les Alpes et les Pyrénées.

## Sous-espèces
- Astragalus sempervirens subsp. alpinus Pignatti, 1973
- Astragalus sempervirens subsp. catalaunicus (Braun-Blanq.) Laínz, 1969
- Astragalus sempervirens subsp. sempervirens Lam., 1783 fréquent dans les Hautes-Alpes et aussi appelé coussin de belle-mère à cause de ses épines (ce nom vernaculaire est attribué également à une autre espèce d'astragales : Astragalus tragacantha).